# 오를리 레비

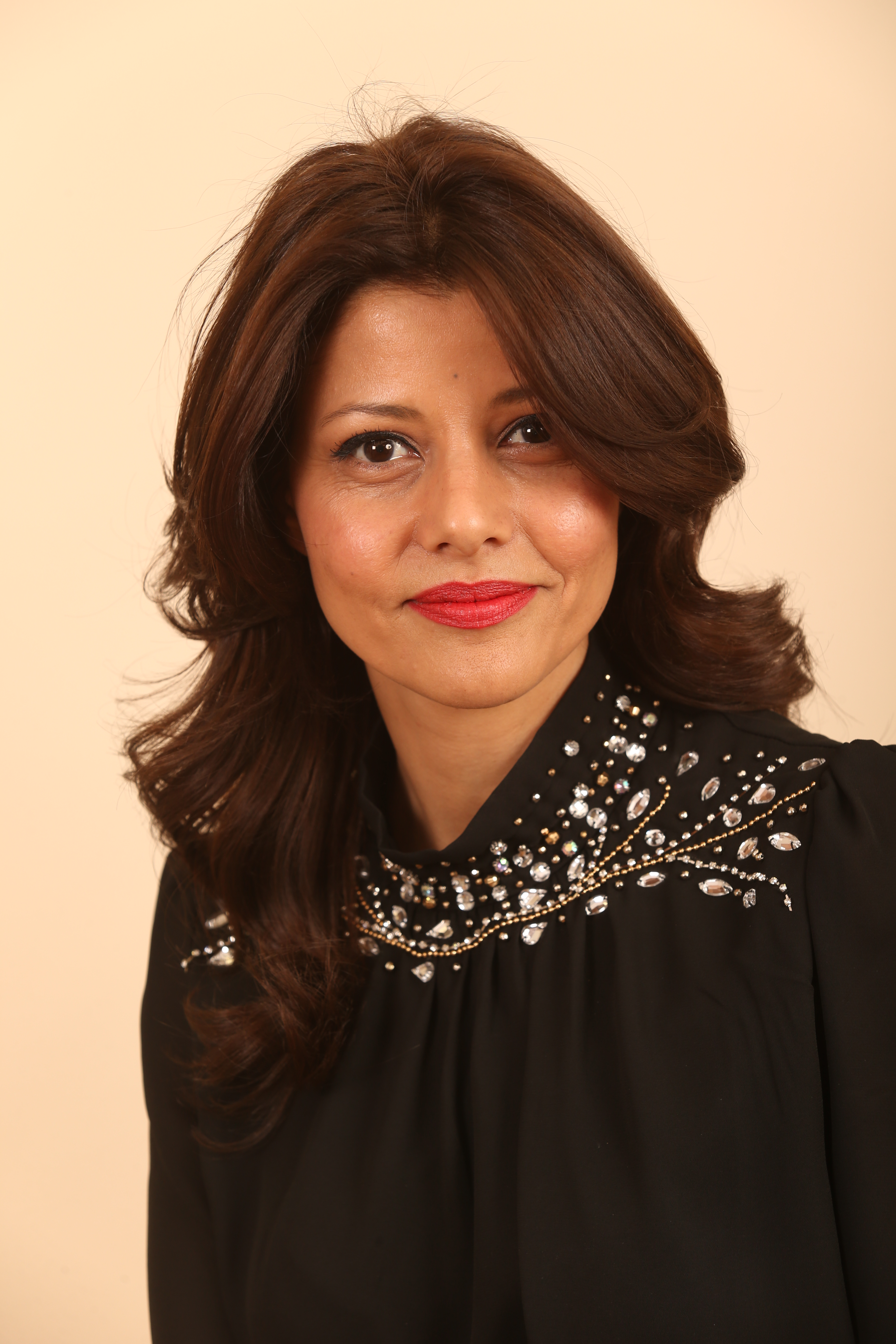
오를리 레비

오를리 레비아베카시스(히브리어: אורלי לוי-אבקסיס, 1973년 11월 11일 ~ )는 2009년부터 2017년까지 국회의원직을 역임한 이스라엘의 정치인이다.
베트셰안 출신으로 정치인 다비드 레비의 딸이며, 부친을 따라 정계에 입문하기 전에는 모델 및 방송인으로 활동했다. 본디 이스라엘은 우리의 집 소속이었으나 2017년 탈당해 무소속으로 있었다. 2019년 4월 총선을 앞두고 다리당을 창당했으나 단 한 명의 당선자도 내지 못했다.